# Ekkehart Seusing
Ekkehart Seusing (* 29. August 1947 in Rotenburg/Wümme) ist ein deutscher Wirtschaftswissenschaftler und Bibliothekar.

## Leben und Wirken
Ekkehart Seusing studierte Volkswirtschaftslehre an der Christian-Albrechts-Universität zu Kiel und legte dort 1972 die Prüfung zum Diplom-Volkswirt ab. Zunächst war er ab 1974 wissenschaftlicher Angestellter am Institut für Weltwirtschaft der Universität Kiel. Von 1975 bis 2003 arbeitete er dann als wissenschaftlicher Referent an der dortigen Zentralbibliothek für Wirtschaftswissenschaft. Zuletzt war er stellvertretender Direktor dieser bedeutenden Spezialbibliothek.
In seinen zahlreichen Veröffentlichungen legte Seusing umfangreiche Bibliographien zur Wirtschaftswissenschaft vor und beschäftigte sich mit den verschiedenen Aufgaben und Diensten der Deutschen Zentralbibliothek für Wirtschaftswissenschaften in Kiel.

## Veröffentlichungen
- (Übers., mit Heinz-Michael Stahl): Alec Cairncross u. a.: Wirtschaftspolitik für Europa. Wege nach vorn. Piper, München 1974, ISBN 3-492-02100-X-
- (mit Hans-Hinrich Glismann): Probleme internationaler Preisvergleiche. Pharmazeutische Produkte. In: Die Weltwirtschaft, Jg. 1975, H. 2, S. 176–190.
- (mit Klaus Möbius u. Adolf Ahnefeld): Die pharmazeutische Industrie in der Bundesrepublik Deutschland. Struktur und Wettbewerb (= Kieler Studien, Bd. 140). Mohr, Tübingen 1976, ISBN 3-16-338812-4.
- (Bearb.): Bibliographie der EG-Zeitschriften 1952–1980. Ein Bestandsverzeichnis der periodischen Veröffentlichungen von den und über die Europäischen Gemeinschaften (= Kieler Schrifttumskunden zu Wirtschaft und Wissenschaft, Bd. 22). Institut für Weltwirtschaft an der Universität Kiel 1981.
- (Bearb.): Wirtschaftswissenschaftliche Bibliographien 1974/81 (= Kieler Schrifttumskunden zu Wirtschaft und Wissenschaft, Bd. 23). Institut für Weltwirtschaft an der Universität Kiel 1983.
- Centralized information services and inter-library cooperation. In: Inspel, Bd. 19 (1985), S. 153–165.
- Erwerbung in einer zentralen Fachbibliothek. Das Beispiel der Zentralbibliothek der Wirtschaftswissenschaften in der Bundesrepublik Deutschland. In: Ulla Usemann-Keller (Hrsg.): Erwerbung in Öffentlichen und Wissenschaftlichen Bibliotheken (= DBI-Materialien, Bd. 43). Deutsches Bibliotheksinstitut, Berlin 1985, S. 61–88, ISBN 3-87068-843-2.
- Französische Amtsdruckschriften. In: Mitteilungen / Arbeitsgemeinschaft der Parlaments- und Behördenbibliotheken, Bd. 58 (1985), S. 3–18.
- Sacherschließung und überregionale IuD-Aufgaben der Bibliothek des Instituts für Weltwirtschaft an der Universität Kiel. In: Sacherschließung in norddeutschen Bibliotheken (= DBI-Materialien, Bd. 48). Deutsches Bibliotheksinstitut, Berlin 1985, S. 101–127, ISBN 3-87068-848-3.
- The information activities of the National Library of Economics in the Federal Republic of Germany. In: Inspel, Bd. 20 (1986), S. 148–160.
- Der Katalogkartenversand der Zentralbibliothek der Wirtschaftswissenschaften. In: Bibliothek. Forschung und Praxis, Bd. 10 (1986), S. 75–84.
- Bibliothek des Instituts für Weltwirtschaft an der Universität Kiel. Zentralbibliothek der Wirtschaftswissenschaften in der Bundesrepublik Deutschland. Aufgaben, Informationsdienste und Publikationen. 3. Aufl. Bibliothek des Instituts für Weltwirtschaft, Kiel 1987.
- (Bearb.): Wirtschaftswissenschaftliche Bibliographien 1982–1987. Bd. 4 (= Kieler Schrifttumskunden zu Wirtschaft und Wissenschaft, Bd. 25). Institut für Weltwirtschaft an der Universität Kiel 1988.
- The importance of publications from developing countries and the implications for libraries in industrialized countries. In: IFLA journal, Bd. 15 (1989), S. 118–127.
- Ausgangslage und Zukunftsaussichten für die „Bibliographie der Wirtschaftswissenschaften“. In: Bibliothek. Forschung und Praxis, Bd. 14 (1990), S. 37–55.
- Transborder information flows. The case of French publications in economics. In: Inspel, Bd. 27 (1993), S. 111–129.
- Wirtschaftswissenschaftliche Veröffentlichungen aus Frankreich. In: Bibliothek. Forschung und Praxis, Bd. 17 (1993), S. 182–190.
- (mit Hans-Georg Glaesser): Im Dienste der Wirtschaftswissenschaften. Informationsangebote und überregionale Wirkungen einer zentralen Fachbibliothek. Bibliothek des Instituts für Weltwirtschaft, Kiel 1994, ISBN 3-89456-072-X.
- (mit Hans-Georg Glaesser): Informationsdienstleistungen und Leihverkehr der Zentralbibliothek der Wirtschaftswissenschaften in der Bundesrepublik Deutschland. Strukturen und überregionale Reichweiten. In: Hartwig Lohse (Hrsg.): Bibliotheken. Service für die Zukunft (= Zeitschrift für Bibliothekswesen und Bibliographie, Sonderhefte, Bd. 58). Klostermann, Frankfurt/M. 1994, S. 53–70, ISBN 3-465-02631-4.
- (mit Christina Süssenbach): Wirtschaftswissenschaftliche Literatur. 5. Aufl. Bibliothek des Instituts für Weltwirtschaft, Kiel 1994.
- Demand for new library services and their cross effects on existing services. In: Inspel, Bd. 29 (1995), S. 115–126.
- Literaturversorgung für die Wirtschaftswissenschaften. Arbeitsteilung und Kooperation zwischen der ZBW Kiel und der USB Köln. In: Bibliotheksdienst, Bd. 36 (2002), S. 1091–1095.